# NGC 1444
NGC 1444 is een open sterrenhoop in het sterrenbeeld Perseus. Het hemelobject ligt 3.911 lichtjaar van de Aarde verwijderd en werd op 18 december 1788 ontdekt door de Duits-Britse astronoom William Herschel. De dominante en helderste ster in deze open sterrenhoop is HD 23675 (Σ 446).

## Synoniemen
- C 0345+525
- OCl 394
- GC 775
- H 8.80
- h 308